# Galina Napoleonowna Urbanowitsch
Galina Napoleonowna Urbanowitsch (russisch Галина Наполеоновна Урбанович; * 5. September 1917 in Baku, Russische Republik; † 8. Mai 2011 in Moskau) war eine russische Kunstturnerin.

## Karriere
Urbanowitsch stammte aus einer litauischen Familie und begann erst 1935 mit dem Turnen, nachdem ihre Familie nach Moskau gezogen war. Zuvor war sie in ihrer Jugend Volleyballspielerin. Zwischen 1939 und 1952 gewann sie zahlreiche sowjetische Meistertitel: sieben im Einzelmehrkampf, sieben an den Ringen, fünf am Stufenbarren, drei am Pauschenpferd, je zwei im Sprung, Schwebebalken und Boden sowie einen am Reck. Zudem errang sie 19 Silber- und vier Bronzemedaillen bei sowjetischen Meisterschaften.
Während des Deutsch-Sowjetischen Krieges arbeitete sie als Krankenschwester. Bei den Olympischen Spielen 1952 in Helsinki gewann sie mit der sowjetischen Mannschaft Gold im Mannschaftsmehrkampf, Silber in der Gruppengymnastik und belegte im Einzelmehrkampf den fünften Platz.
1953 beendete Urbanowitsch ihre aktive Karriere und arbeitete zunächst als Trainerin. Anschließend schloss sie ihr Studium an der Universität ab und war später als Laborassistentin in einem medizinischen Labor tätig.
Für ihre Verdienste wurde sie mit dem Titel Verdiente Meisterin des Sports der UdSSR ausgezeichnet und 1957 mit dem Orden des Roten Banners der Arbeit geehrt. 2016 wurde sie in die International Jewish Sports Hall of Fame aufgenommen.